# HD29875
HD29875 — хімічно пекулярна зоря спектрального класу F1, що має видиму зоряну величину в смузі V приблизно  4,4.
Вона  розташована на відстані близько 65,7 світлових років від Сонця.